# Colobaspis flavonigra
Colobaspis flavonigra is een keversoort uit de familie halstandhaantjes (Megalopodidae). De wetenschappelijke naam van de soort werd in 1894 gepubliceerd door Léon Marc Herminie Fairmaire.